# Бримова, Балым
Балым Бримова (каз. Балым Бірімова; род. 1923 год, село Кызылбулак — 21 июня 2003 год) — старший табунщик овцеводческого совхоза «Джурунский» Министерства совхозов СССР, Темирский район Актюбинской области, Казахская ССР. Герой Социалистического Труда (1949). Депутат Верховного Совета Казахской ССР III созыва (1951—1955) и IV (1955—1959) созывов.

## Биография
Родилась в 1923 году в семье кочевника в окрестностях села Кызылбулак (сегодня — Байганинский район). С 1940 года проживала в Темирском районе (сегодня — Мугалжарский район), где трудилась табунщиком, старшим табунщиком в совхозе «Джурунский» Темирского района.
В 1948 году бригада Балым Бримовой вырастила 70 жеребят от 70 кобыл. Указом Президиума Верховного Совета СССР от 3 декабря 1949 года удостоен звания Героя Социалистического Труда за «получение высокой продуктивности животноводства в 1948 года при выполнении совхозами плана сдачи государству продуктов животноводства и полеводства и выполнении государственного плана развития животноводства по всем видам скота» с вручением ордена Ленина и золотой медали «Серп и Молот».
Этим же указом званием Героя Социалистического Труда были награждены директор совхоза Габден Утегенович Аязбаев и старший табунщик Ершуак Кулов.
Участвовала во Всесоюзной выставке ВДНХ, где получила серебряную медаль.
Избиралась депутатом Верховного Совета Казахской ССР III и IV созывов от Челкарского избирательного округа.
Указом Президента Казахской Республики от 5 мая 2003 года награждена медалью «Шапагат».
Награды
- Герой Социалистического Труда
- Орден Ленина
- Серебряная медаль ВДНХ
- Медаль «Шапагат»

Память
Её именем названа улица в селе Бирлик Мугалжарского района.